# جرج طرابیشی
جرج طرابیشی (۱۹۳۹- ۲۰۱۶م) از نویسندگان و اندیشمندان و ناقدان و مترجمان سوری است. وی در سال 1939 در حلب دیده به جهان گشود. در دانشگاه دمشق درس خواند و به درجه دکترا رسید. مجله دراسات ادبیه و مجله وحدت را منتشر ساخت و کتاب‌های بسیاری نوشته و آثار بسیاری به ویژه از هگل، گارودی، .و... ترجمه نموده است.

## آثار
- من إسلام القرآن إلی إسلام الحدیث، دارالساقی، بالاشتراک مع رابطة العقلانیین العرب،بیروت 2010
- المعجزة أو سبات العقل فی الإسلام، دارالساقی، بالاشتراک مع رابطة العقلانیین العرب، بیروت 2008
- هرطقات 1: عن الدیموقراطیة والعلمانیة والحداثة والممانعة العربیة. دارالساقی، بالاشتراک مع "رابطة العقلانیین العرب". بیروت 2006
- هرطقات 2: العلمانیة کإشکالیة إسلامیة- إسلامیة، دارالساقی، بالاشتراک مع رابطة العقلانیین العرب، بیروت 2008
- نظریة العقل العربی: نقد نقد العقل العربی (ج1)
- إشکالیات العقل العربی: نقد نقد العقل العربی (ج2)، صدر2002ِ
- وحدة العقل العربی: نقد نقد العقل العربی (ج3)
- العقل المستقیل فی الإسلام: نقد نقد العقل العربی (ج4)، صدر 2004
- مذبحة التراث فی الثقافة العربیة المعاصرة
- مصائر الفلسفة بین المسیحیة والإسلام
- من النهضة إلی الردّة: تمزقات الثقافة العربیة فی عصر العولمة
- المثقفون العرب والتراث: التحلیل النفسی لعصاب جماعی، صدر 1991
- شرق وغرب، رجولة وأنوثة: دراسة فی أزمة الجنس والحضارة فی الروایة العربیة، صدر 1977
- عقدة أودیب فی الروایة العربیة، صدر 1982
- الرجولة وأیدولوجیا الرجولة فی الروایة العربیة، صدر 1983.
- الله فی رحلة نجیب محفوظ الرمزیة، صدر 1973.
- لعبة الحلم والواقع: دراسة فی أدب توفیق الحکیم، صدر 1972
- الأدب من الداخل، صدر 1978.
- رمزیة المرأة فی الروایة العربیة، صدر 1981.
- أنثی ضد الأنوثة: دراسة فی أدب نوال السعداوی علی ضوء التحلیل النفسی، صدر 1984
- النظریة القومیة والدولة القطریة، صدر 1982
- المارکسیة والایدولوجیا، صدر 1971
- سارتر والمارکسیة، صدر 1963
- المارکسیة والمسألة القومیة، صدر 1969
- النزاع الصینی السوفیاتی، صدر 1969.
- الإستراتیجیة الطبقیة للثورة، صدر 1970.